# Elaphoglossum carolinense
Elaphoglossum carolinense là một loài dương xỉ trong họ Dryopteridaceae. Loài này được Hosok. mô tả khoa học đầu tiên năm 1942.
Danh pháp khoa học của loài này chưa được làm sáng tỏ. 